# Liste der Kulturdenkmäler in Schweinschied
In der Liste der Kulturdenkmäler in Schweinschied sind alle Kulturdenkmäler der rheinland-pfälzischen Ortsgemeinde Schweinschied aufgeführt. Grundlage ist die Denkmalliste des Landes Rheinland-Pfalz (Stand: 2. August 2023).

## Einzeldenkmäler
| Bezeichnung         | Lage                                    | Baujahr                        | Beschreibung                                                                                    | Bild                           |
| ------------------- | --------------------------------------- | ------------------------------ | ----------------------------------------------------------------------------------------------- | ------------------------------ |
| Stollen             | Hauptstraße, bei Nr. 6 Lage             |                                | mittelalterlicher Stollen                                                                       | BW                             |
| Haustür             | Hauptstraße, an Nr. 13 Lage             | 1874                           | Haustür, spätklassizistisch, bezeichnet 1874                                                    | Fotos hochladen                |
| Rathaus             | Hauptstraße 25 Lage                     | um 1850/60                     | Sandsteinquaderbau, Rundbogenstil, um 1850/60                                                   | Fotos hochladen                |
| Evangelische Kirche | Kirchweg Lage                           | 18. Jahrhundert                | barocker Saalbau, 18. Jahrhundert, bezeichnet 1825, Westturm aus der Mitte des 19. Jahrhunderts | weitere Bilder Fotos hochladen |
| Schulhaus           | Ringbergstraße 31 Lage                  | um 1910                        | ehemalige Schule; Walmdachbau, neuklassizistisch geprägter Heimatstil, um 1910                  | Fotos hochladen                |
| Römisches Denkmal   | südöstlich des Ortes am Sportplatz Lage | 1. oder 2. Jahrhundert n. Chr. | in den Sandsteinfelsen gehauene Reliefs, römerzeitlich (1. oder 2. Jahrhundert nach Christus)   | Fotos hochladen                |